# Escrita dadanítica

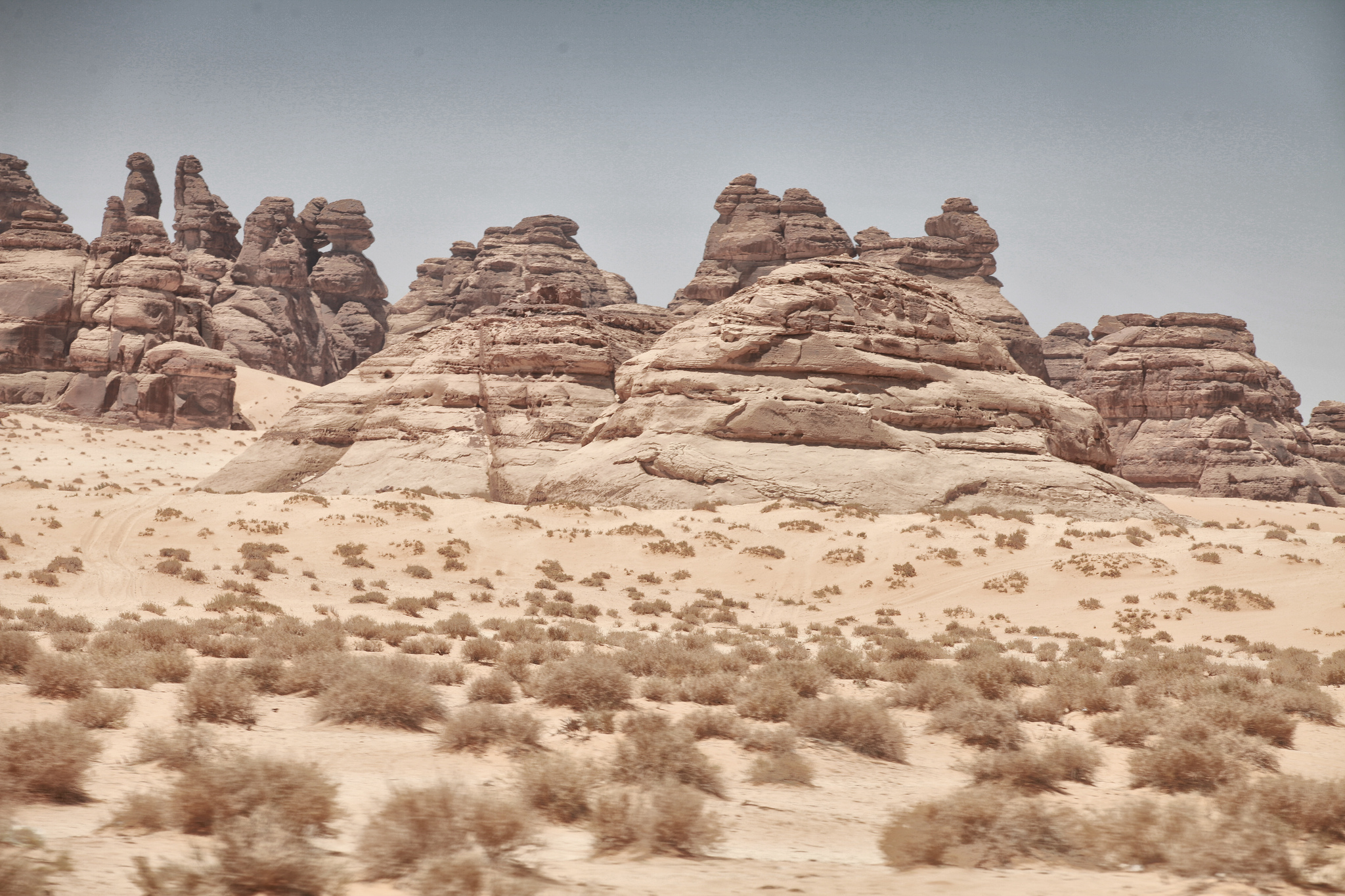
Dadã

Dadanítico é a escrita e possivelmente a língua do oásis de Dadã (moderna Alula) e do reino de Liã no noroeste da Arábia, falado provavelmente em algum momento durante a segunda metade do primeiro milênio a.C.

## Nomenclatura
O dadanítico era originalmente chamado de lianita. O termo dedanita foi usado pela primeira vez em 1932 por Hubert Grimme para algumas inscrições de lihianita. Em 1937, F. V. Winnett propôs uma divisão completa das inscrições chamadas lianita em uma escrita dedanita anterior e uma lianita posterior. Esta taxonomia não se manteve e em 2000 Michael C. A. Macdonald propôs que todas as inscrições fossem tratadas como um único grupo sob o nome dadanítico, para indicar o local onde a maioria foi encontrada e para indicar claramente que o termo é linguístico e não étnico.